# Armorial des maîtres de l'ordre du Temple
Cette page donne les armoiries (figures et blasonnements) des maîtres de l'ordre du Temple. 

## Armoiries
| Figure | Nom du maître et blasonnement |
|        | Ordre du Temple d'argent à la croix pattée de gueules. Ces armoiries sont ensuite attribuées à Hugues de Payns, maître de 1129 à 1136, mais il ne les a pas portées, ayant vécu avant l'apparition des premiers blasons. |
|        | Robert de Craon (de 1136 à 1149) écartelé, au 1 et 4 d'argent à la croix pattée de gueules et au 2 et 3 losangé d'or et de gueules. Il n'est pas certain que Robert de Craon ait réellement porté ces armes, la pratique des armoiries n'étant pas encore généralisée durant sa vie. C'est une composition entre les armes du Temple et celles de la famille de Craon. |
|        | Évrard des Barres (de 1149 à 1152) écartelé, au 1 et 4 d'argent à la croix pattée de gueules et au 2 et 3 d'azur, au chevron d'or, accompagné de trois coquilles du même. |
|        | Bernard de Tramelay (de 1152 à 1153) écartelé, au 1 et 4 d'argent à la croix pattée de gueules et au 2 et 3 d'or au chef de gueules. |
|        | André de Montbard (de 1153 à 1156) écartelé, au 1 et 4 d'argent à la croix pattée de gueules et au 2 et 3 d'azur aux deux bars d'argent. Armes parlantes. |
|        | Bertrand de Blanquefort (de 1156 à 1169) écartelé, au 1 et 4 d'argent à la croix pattée de gueules et au 2 et 3 coupé en 3 et parti, en 1, 4, 5 et 8 d'or et en 2, 3 7 et 6 de gueules.. |
|        | Philippe de Milly (de 1169 à 1171) écartelé, au 1 et 4 d'argent à la croix pattée de gueules et au 2 et 3 de sable au chef d'argent. |
|        | Eudes de Saint-Amand (de 1171 à 1179) écartelé, au 1 et 4 d'argent à la croix pattée de gueules et au 2 et 3 de sinople à trois fasces d'argent, au chef engrêlé de même. |
|        | Arnaud de Toroge (de 1180 à 1185) écartelé, au 1 et 4 d'argent à la croix pattée de gueules et au 2 et 3 d'argent à la tour de gueules crénelée de trois pièces ouverte d'argent et ajourée et maçonnée de sable. Armes parlantes (La tour rouge rappelle le nom de la famille : Toroge).                                                                              |
|        | Gérard de Ridefort (de 1185 à 1189) écartelé, au 1 et 4 d'argent à la croix pattée de gueules et au 2 et 3 d'or au lion de sable armé et lampassé de gueules. |
|        | Robert IV de Sablé (de 1191 à 1193) écartelé, au 1 et 4 d'argent à la croix pattée de gueules et au 2 et 3 d'or à l'aigle d'azur. |
|        | Gilbert Hérail (de 1194 à 1200) écartelé, au 1 et 4 d'argent à la croix pattée de gueules et au 2 et 3 d'argent à la croix d'azur. |
|        | Philippe du Plaissis (de 1201 à 1209) écartelé, au 1 et 4 d'argent à la croix pattée de gueules et au 2 et 3 de gueules fretté d'or. |
|        | Guillaume de Chartres (de 1210 à 1219) écartelé, au 1 et 4 d'argent à la croix pattée de gueules et au 2 et 3 d'azur à trois bars d'or, posés l'un sur l'autre en demi-cercle, à la bordure componée d'or et de sable de huit pièces. |
|        | Pierre de Montaigu (de 1219 à 1232) écartelé, au 1 et 4 d'argent à la croix pattée de gueules et au 2 et 3 de gueules, à une tour d'argent, portillée de sable, mouvant de la pointe et sommée de deux tourtelles d'argent, l'une sur l'autre, le tout maçonné de sable,.                                                                                              |
|        | Armand de Périgord (de 1233 à 1245) écartelé, au 1 et 4 d'argent à la croix pattée de gueules et au 2 et 3 de gueules, à trois lions d'or, armés et couronnés d'azur. |
|        | Guillaume de Saunhac (de 1247 à 1250) écartelé, au 1 et 4 d'argent à la croix pattée de gueules et au 2 et 3 d'or au lion de sable armée et lampassé de gueules, accompagné de quatorze losanges de gueules rangées en orle. |
|        | Renaud de Vichiers (de 1250 à 1256) écartelé, au 1 et 4 d'argent à la croix pattée de gueules et au 2 et 3 vairé d'argent et d'azur. |
|        | Thomas Béraud (de 1256 à 1273) écartelé, au 1 et 4 d'argent à la croix pattée de gueules et au 2 et 3 d'azur aux cinq chevrons d'or. |
|        | Guillaume de Beaujeu (de 1273 à 1291) écartelé, au 1 et 4 d'argent à la croix pattée de gueules et au 2 et 3 d'or, au lion de sable, au lambel de cinq pendants de gueules, brochant sur le tout. |
|        | Thibaud Gaudin (de 1291 à 1292) écartelé, au 1 et 4 d'argent à la croix pattée de gueules et au 2 et 3 d'azur au lion d'argent. |
|        | Jacques de Molay (de 1292 à 1314) écartelé, au 1 et 4 d'argent à la croix pattée de gueules et au 2 et 3 d'azur à la bande d'or. |

### Sources
- La maisnie champenoise
- Projet Beaucéant
- Les Templiers et les croisades
- Musée de Versailles : Salles des croisades.